# Orange Walk (cidade)

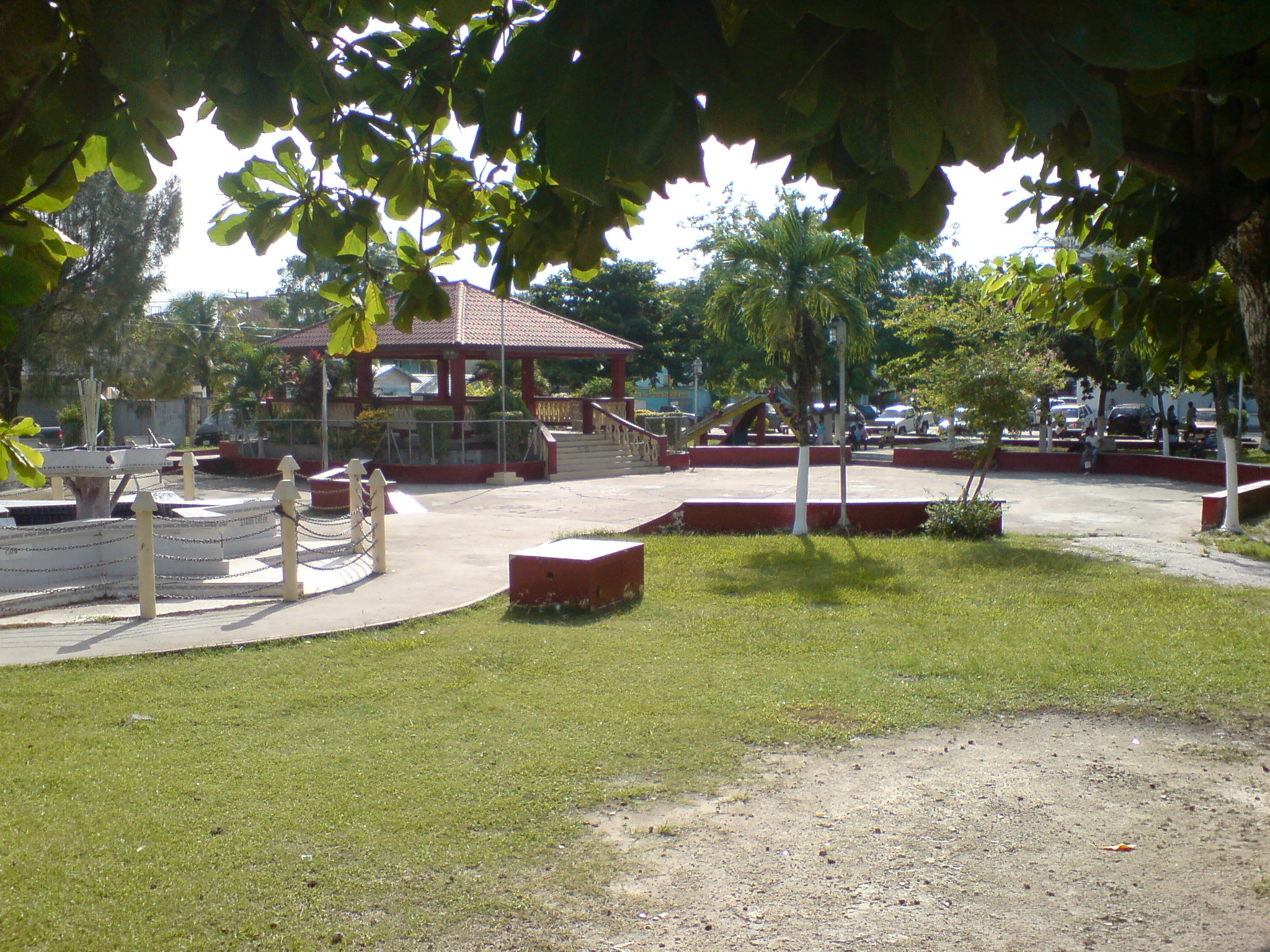
Praça principal em Orange Walk

Orange Walk é a capital do distrito de Orange Walk, Belize. No último censo realizado em 2000, sua população era de 13.483 habitantes. Em meados de 2005, a população estimada da cidade era de 15.300 habitantes.